# جرادية (فصيلة)
الجرادية أو فصيلة أكريديدي (الاسم العلمي: Acrididae) هي فصيلة من الحشرات مستقيمات الأجنحة، ينتمي إليها الجراد. وهي الفصيلة السائدة من الجنادب، حيث تضم ما يقرب من 11,000 نوع من رتيبة جندب. وتتميز جنادب فصيلة الجرادية بقرون الاستشعار القصيرة نسبيا والقوية، والأجزاء الغائرة على جانب الجزء الأول من البطن.